# 프란시스쿠 지 아시스 클라렌치누 발렌칭
프란시스쿠 지 아시스 클라렌치누 발렌칭(포르투갈어: Francisco de Assis Clarentino Valentim, 1977년 6월 20일 ~ )은 브라질출신의 축구 선수이다. 2004년부터 K리그의 FC 서울에서 활약하였으며 K리그 등록명은 발렌찡을 사용하였다.

## 클럽 경력
2004년 FC 서울 입단하여 K리그 정규리그 (5경기, 0득점, 0도움)와 리그컵 (1경기 0득점, 0도움) 통산 6경기 출장, 0득점, 0도움의 기록을 남겼다.